# 케나이 피오르드 국립공원

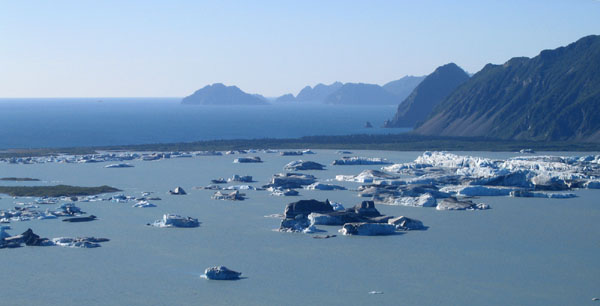
베어글래셔 호.

케나이 국립공원(Kenai Fjords National Park)은 앵커리지에서 남쪽으로 3시간 거리에 위치한 공원이다. 이 공원은 빙하와 각종 해양 동물들로 유명하다. 대표적인 동물로는 휜고래, 물개, 바다사자, 해달 등이 있다. 공원의 대부분은 차로 접근할 수 없기 때문에 배가 가장 흔히 쓰이는 교통수단이다. 차로 접근할 수 있는 부분은 엑싯 빙하(Exit glacier)와 그 주위를 둘러싸는 하딩 빙원(Harding icefield)이다.

## 역사
케나이 피오르드 국립공원은 1980년 ANILCA(Alaska National Interest Lands Conservation Act)에 의해 설립되었다.

## 같이 보기
- 미국의 국립공원

## 참고 문헌
- Catton, Theodore (2010), A Fragile Beauty: An Administrative History of Kenai Fjords National Park, National Park Service